# Wrightspeed X1
Wrightspeed X1 jest bazującym na Arielu Atomie samochodem elektrycznym. Zasilany jest akumulatorami litowo-jonowymi o sumarycznej pojemności 25kWh. Pojazd nie posiada sprzęgła ani skrzyni biegów, silnik połączony jest z kołami stałym przełożeniem.

## Dane Techniczne
- 0-100km/h w 3 sekundy
- Prędkość maksymalna : 180 km/h
- Zasięg <160km
- Zużycie energii: 125Wh/km co odpowiada 1.4l/100km
- masa: 697kg